# Białka (Ukraina)
Białka (ukr. Білка, Biłka) – wieś na Ukrainie, w obwodzie rówieńskim, w rejonie rówieńskim, w hromadzie Bereźne. W 2001 liczyła 1058 mieszkańców.
W okresie międzywojennym wieś znajdowała się w granicach II RP, wchodząc w skład gminy Bereźne w powiecie kostopolskim, w województwie wołyńskim.